# Lecoanet Hemant
Lecoanet Hemant est une maison de couture et prêt-à-porter parisienne fondée en 1981 par le styliste français Didier Lecoanet et son associé indo-germanique Hemant Sagar.

## Historique
La maison Lecoanet Hemant naît en 1981 de l'association de Didier Lecoanet, né en 1955, ancien élève de l'Académie Rœderer qui a fait ses premières armes chez Lanvin, et de Hemant Sagar, né à New Delhi en 1957, venu d'Allemagne où il a étudié le management dans le secteur de la mode. Ils se rencontrent à Paris en 1978 à l’École de la chambre syndicale de la haute couture. Les deux associés s'installent dans une boutique de la rue du Faubourg-Saint-Honoré, face du Palais de l'Élysée.
En 1984, Lecoanet Hemant rejoint officiellement la Chambre syndicale de la haute couture parisienne, à laquelle elle restera affiliée une vingtaine d'années. Les fondateurs font appel à deux professionnels pour les assister : Roy Gonzales qui a travaillé chez Cardin et Patou, et Juliette Cambursano, ancienne première de Balenciaga. La maison de haute couture s'installe rue Lamennais, non loin du restaurant gastronomique Le Taillevent.
Entre-temps, en 1992 les salons haute couture déménagent dans un vaste hôtel particulier du quartier du Marais, alors que la rue du Faubourg-Saint-Honoré demeurait depuis 1985 le lieu de présentation du prêt-à-porter de luxe, qui fut étiqueté sous la marque déposée « L'ECHO », abréviation de Lecoanet Hemant. 
En 1994, le Dé d'or récompense leur « recherche créative ». 
De nos jours, la maison, qui ne défile plus durant le calendrier officiel de la Chambre syndicale de la haute couture parisienne, ne bénéficie plus de l’appellation « haute couture ». En effet, le 16 mars 2000 la société a fait l'objet d'une procédure collective et elle a été radiée le 17 février 2003.
Lecoanet Hemant s'est installée en Inde, à Gurgaon, à l'extérieur de New Delhi, dans une usine de 10 000 m2. 
En 2015, ils fondent la ligne "Genes Lecoanet Hemant", commercialisée en ligne et aussi dans ses boutiques en nom propre à New Delhi, Mumbai, Chennai, Lucknow et Gurgaon en 2022.
La Cité de la dentelle et de la mode de Calais propose sous le nom de "Les Orientalistes de la haute couture" une rétrospective de la maison, du 18 juin au 31 décembre 2022. Un catalogue d'exposition prolonge cette exposition. Un livre retrace également leur parcours.